# Käru
Käru (německy Kerro) je městečko v estonském kraji Järvamaa, samosprávně patřící do obce Türi.

## Galerie

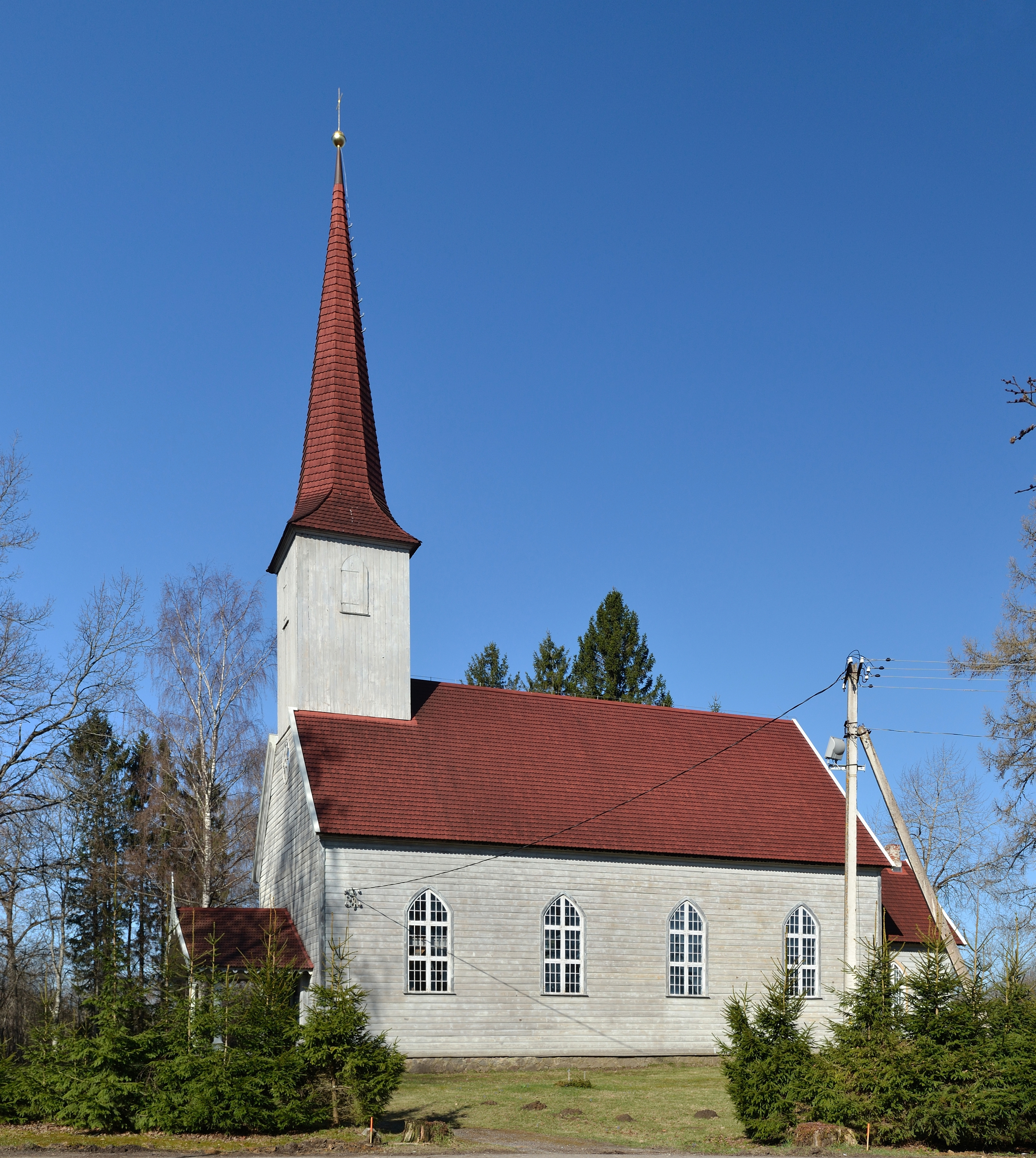
Kärský kostel
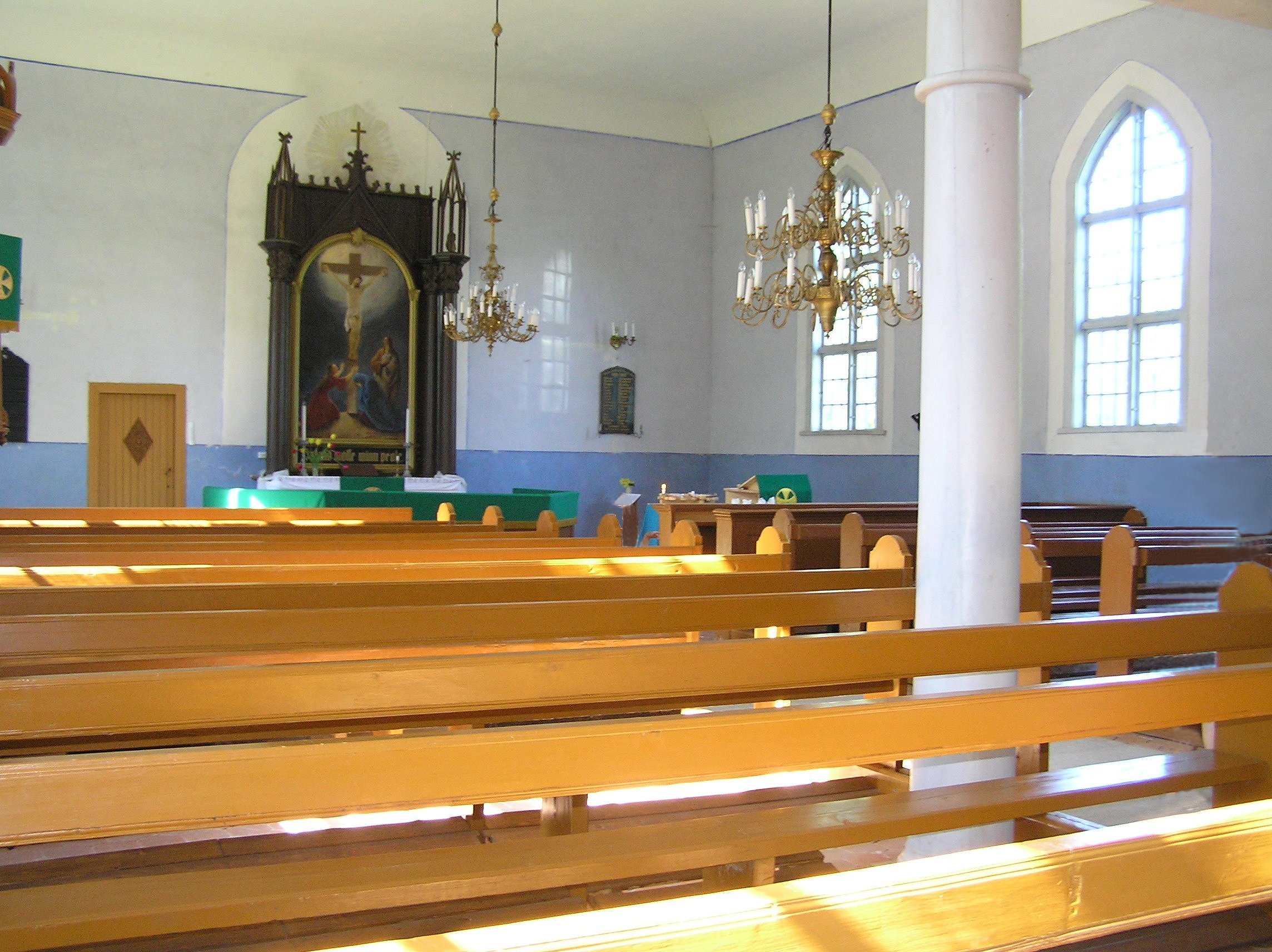
Interiér kostela
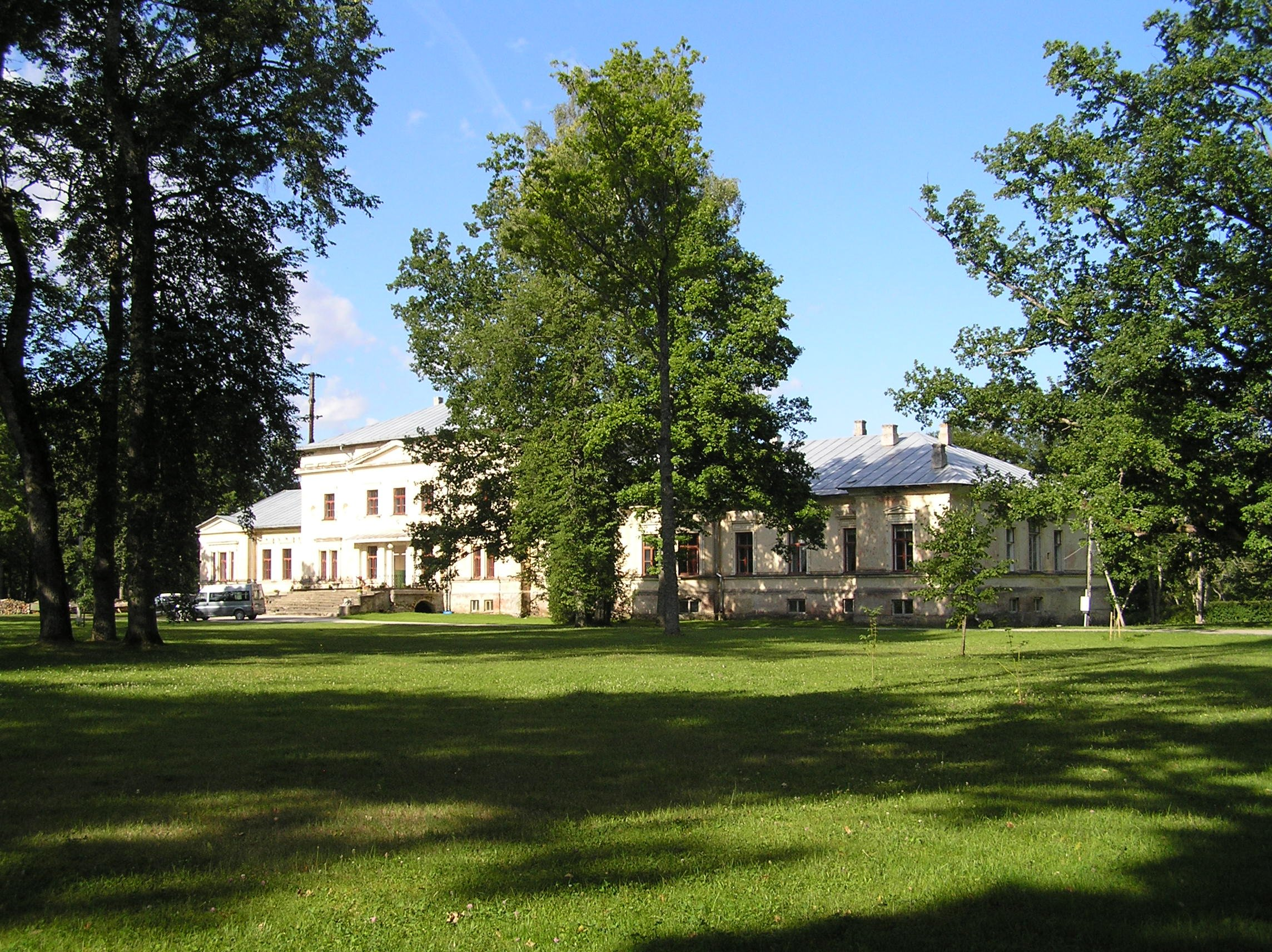
Kärský zámek
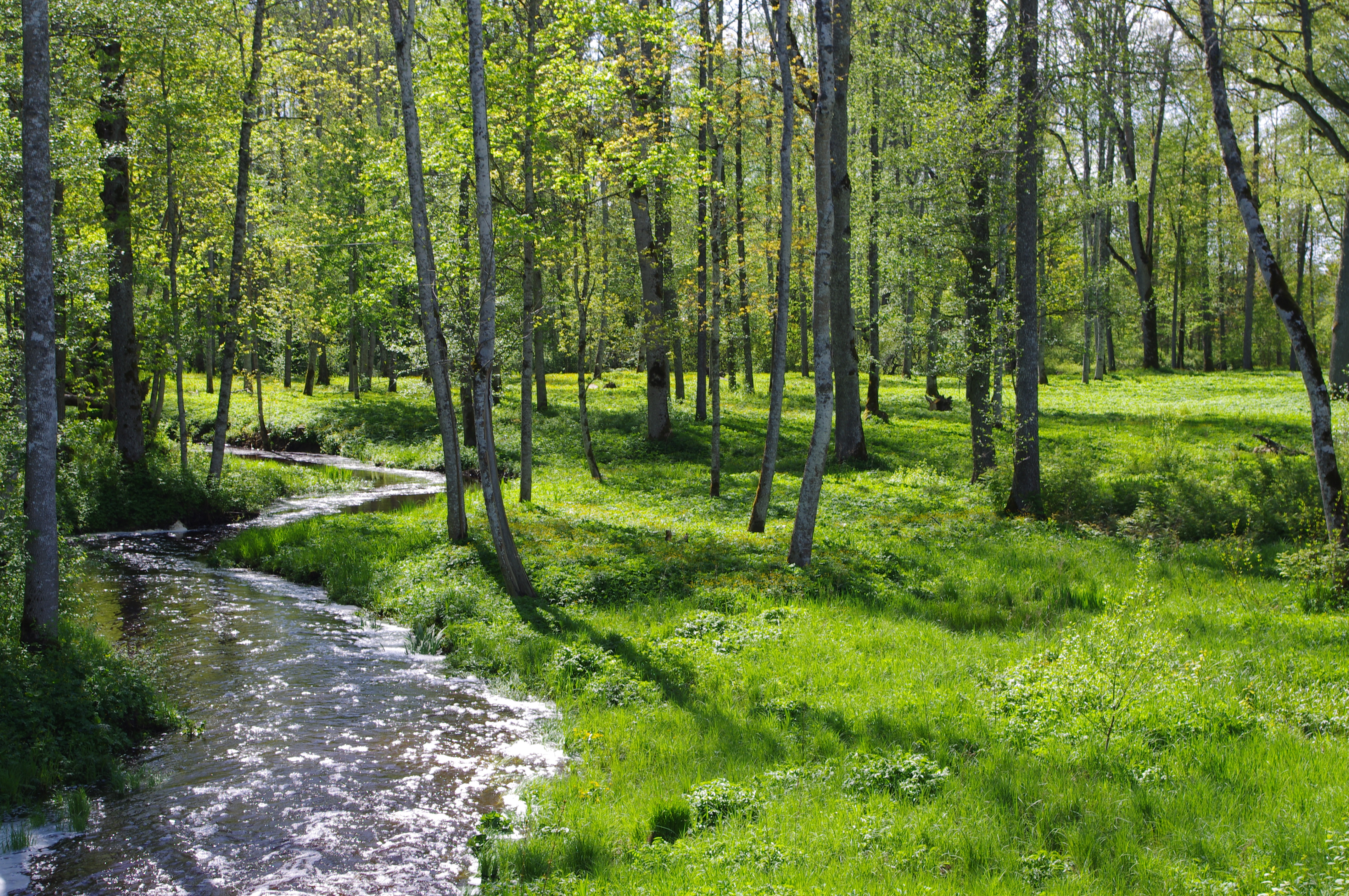
Zámecký park
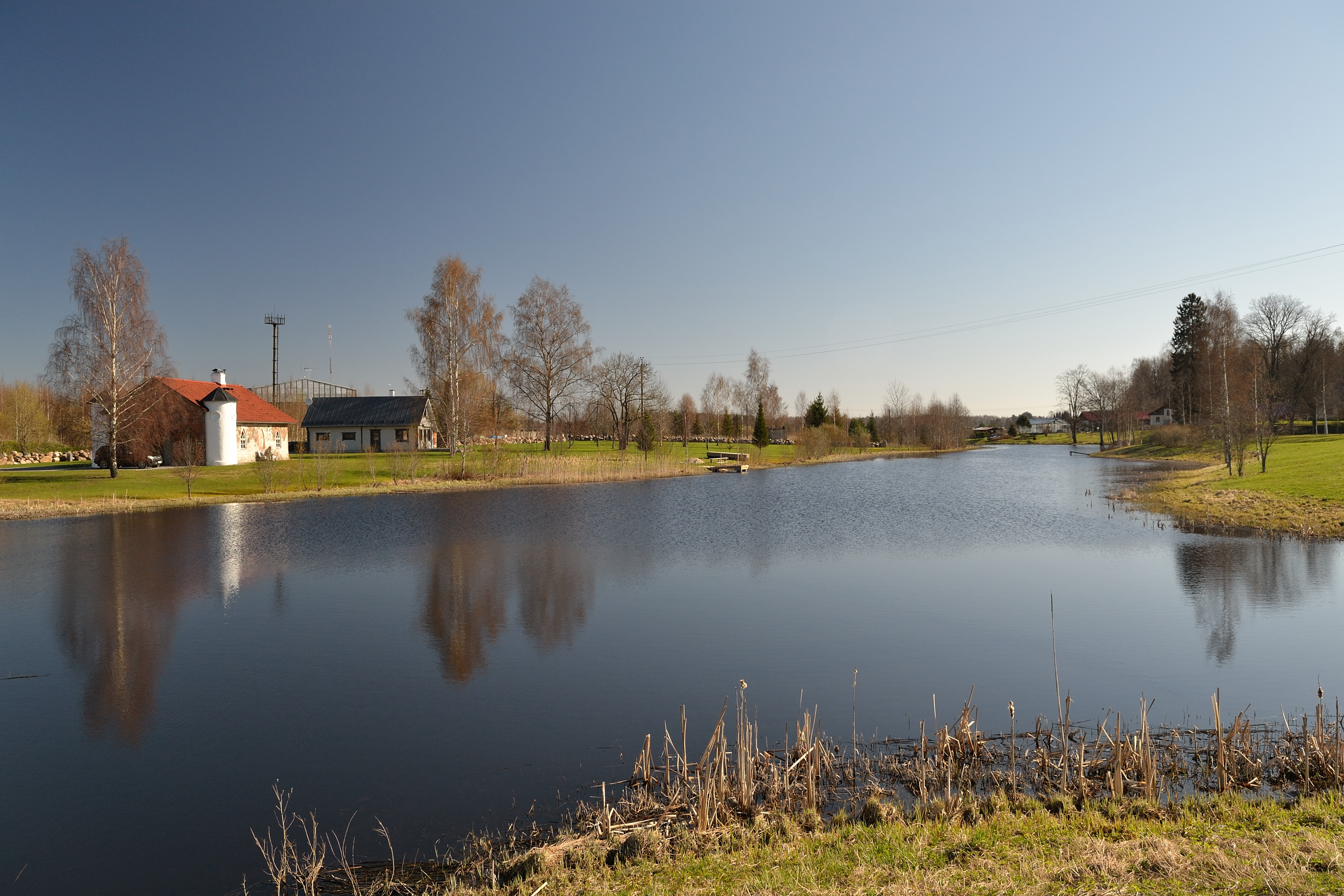
Zámecké přehradní jezero
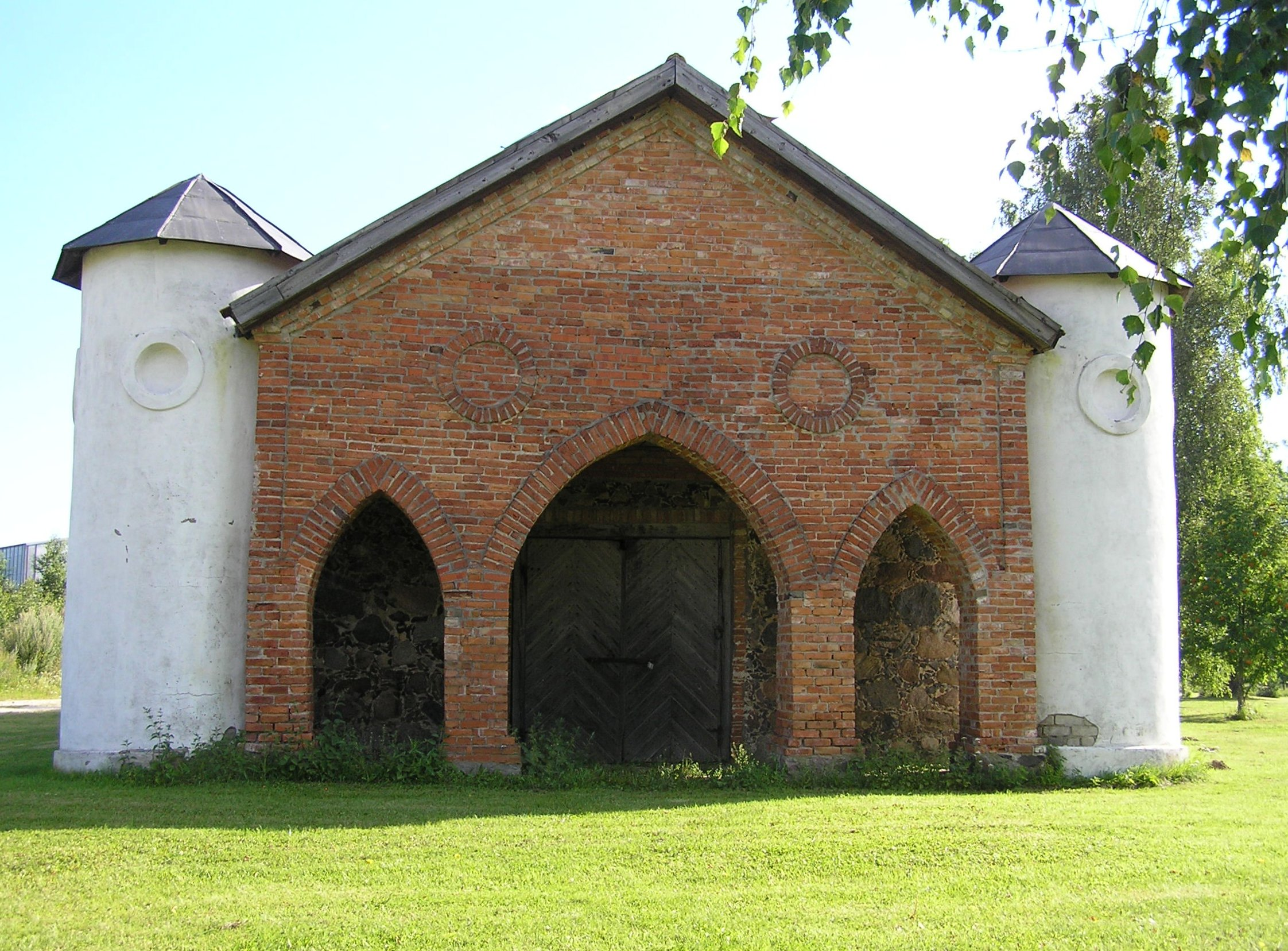
Průčelí zámecké kovárny
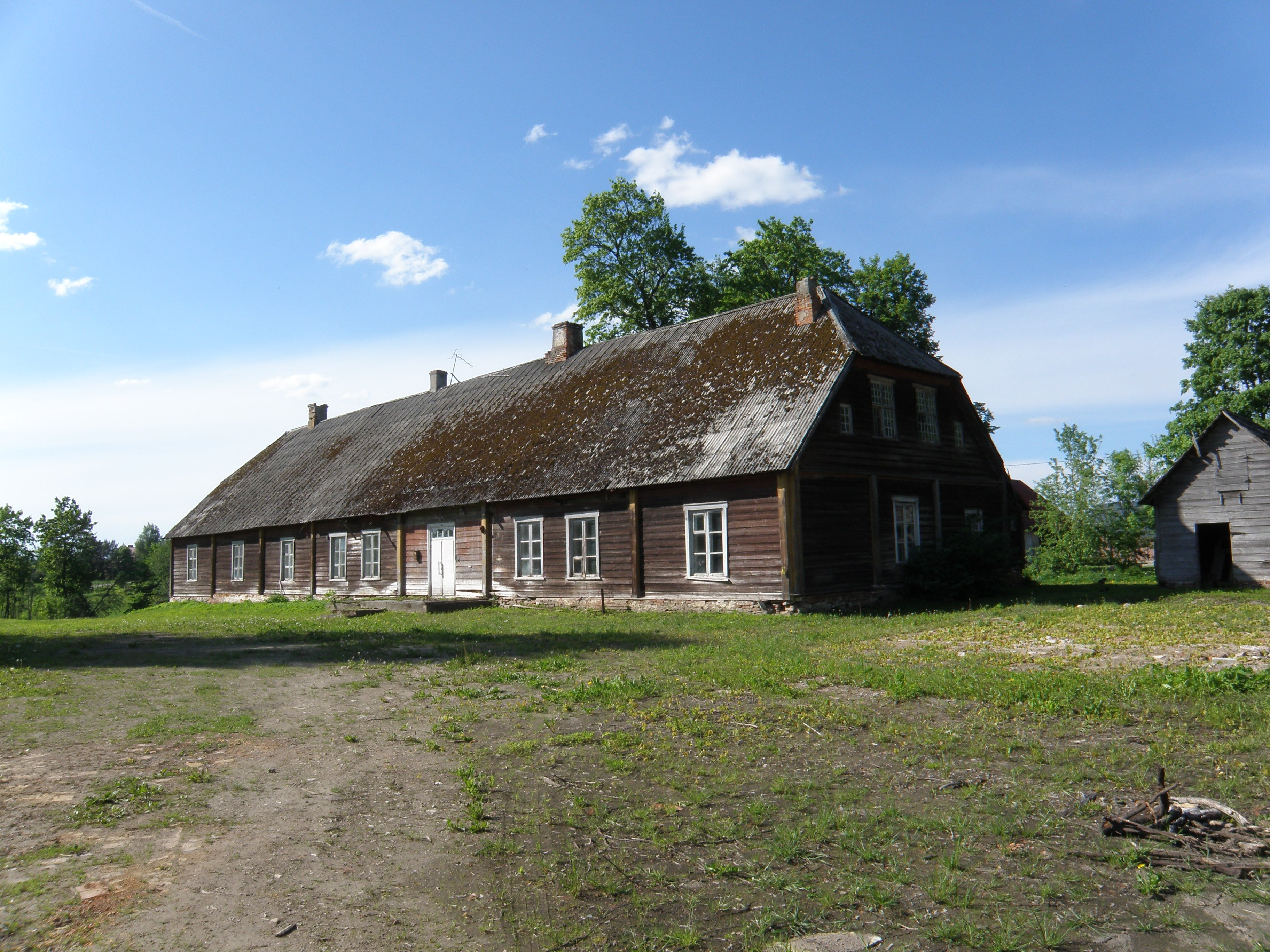
Dům zámeckého správce
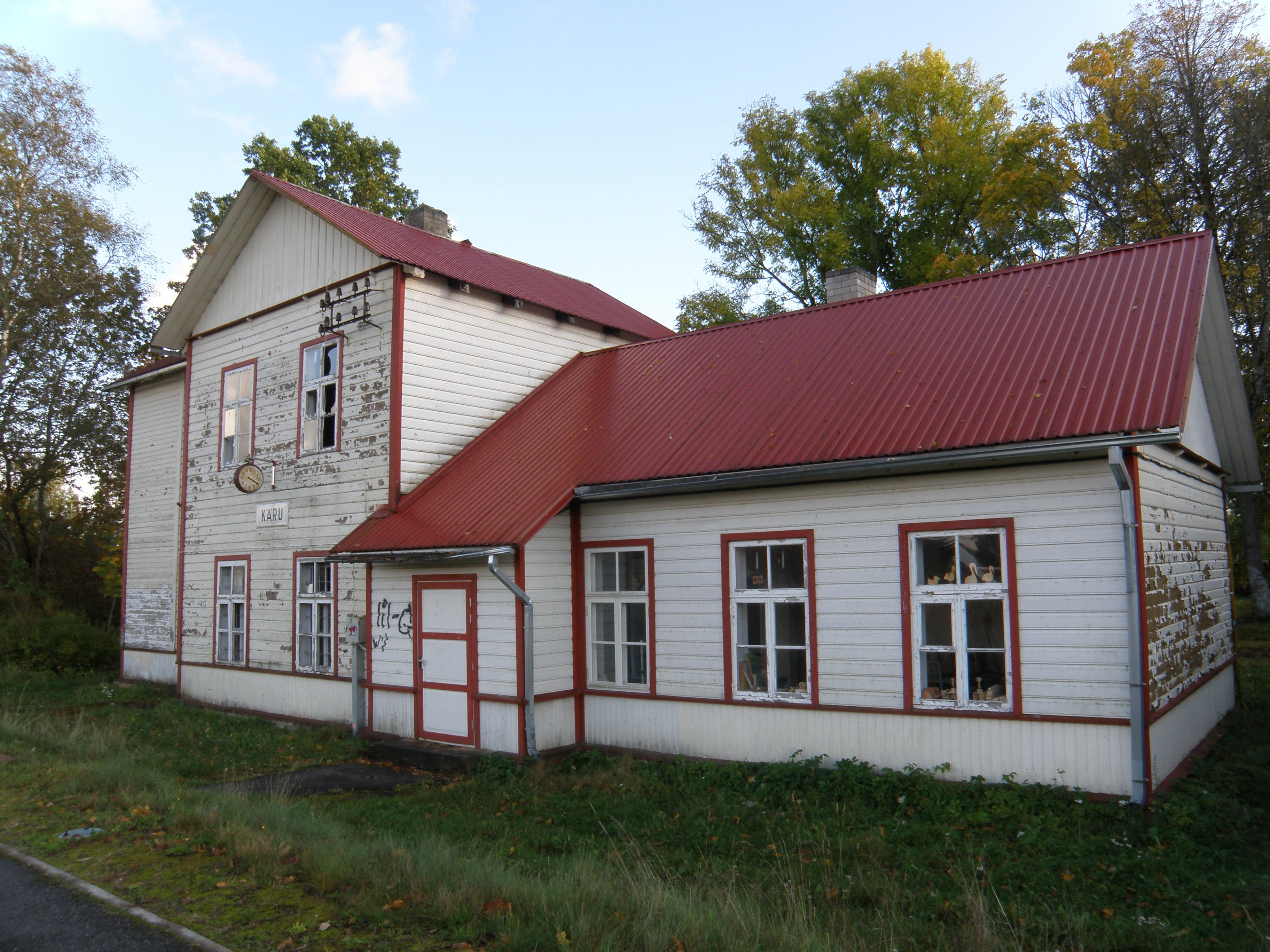
Kärské nádraží
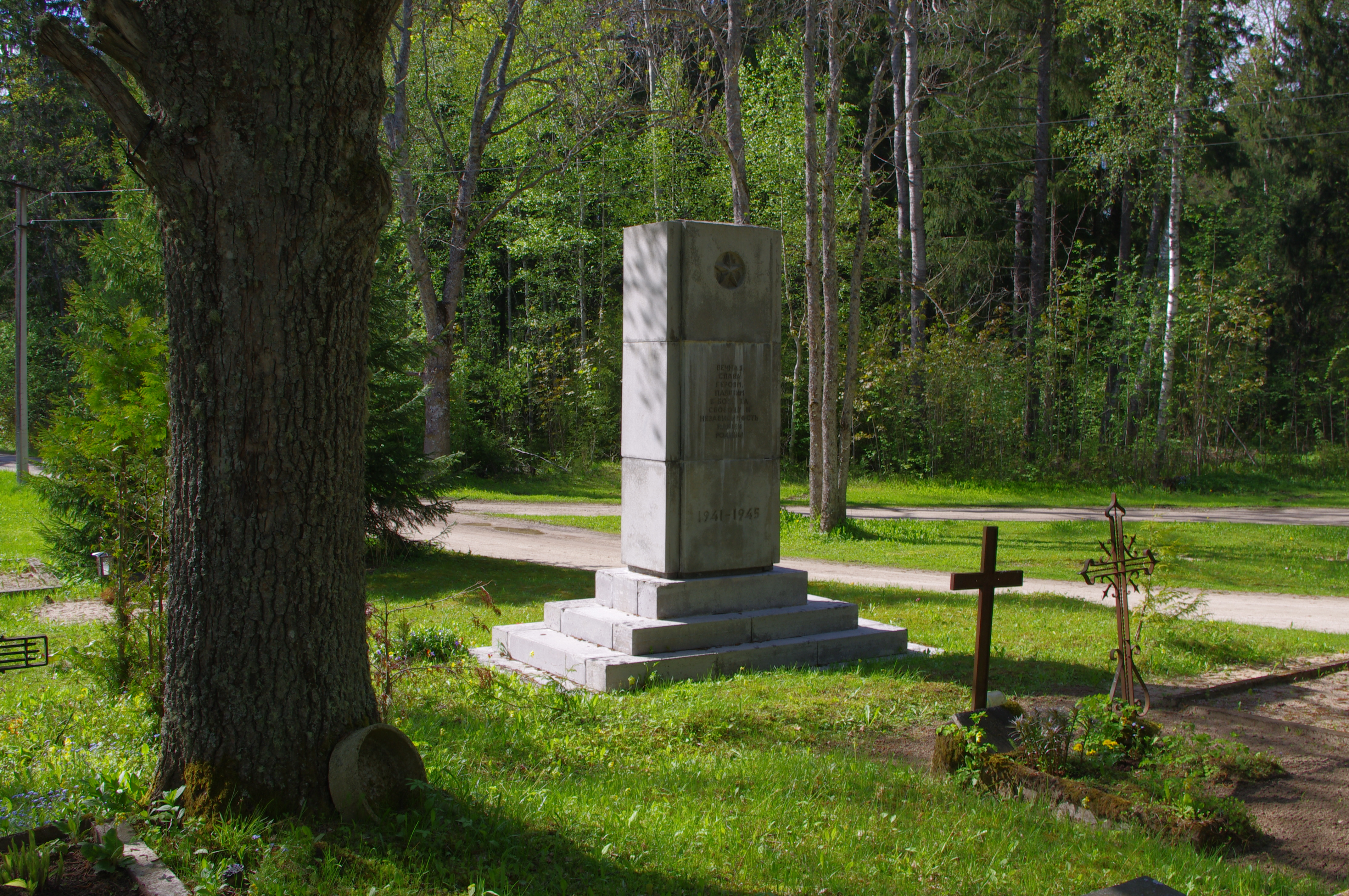
Pomník padlým ve 2. světové válce
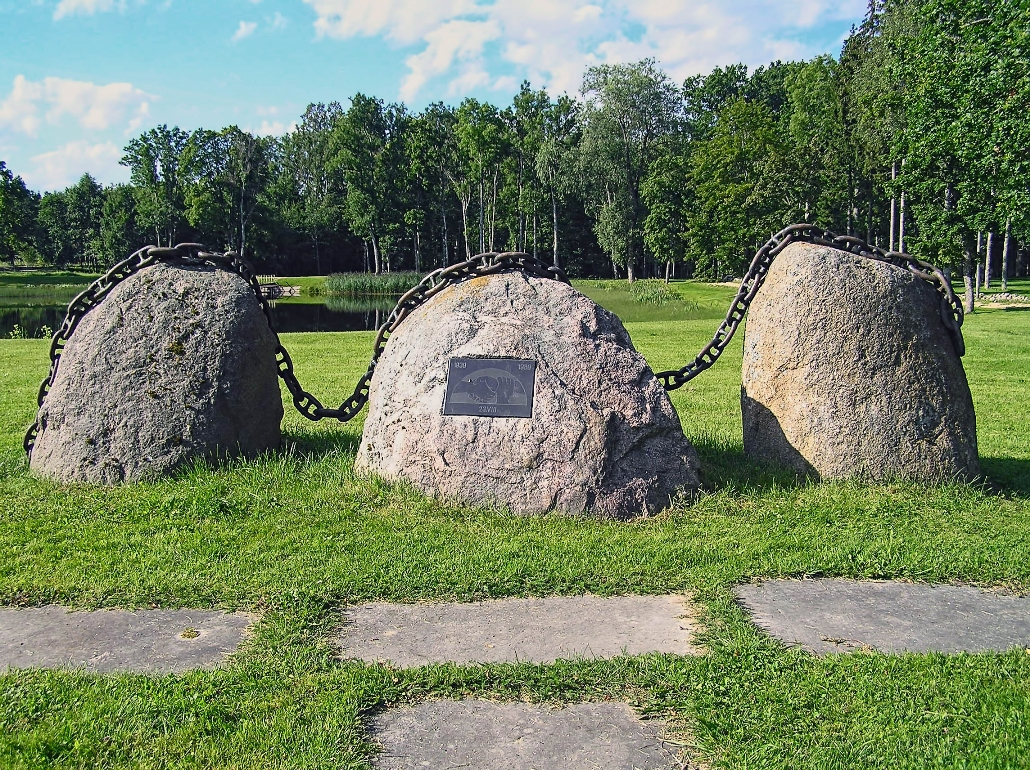
Pomník Baltského řetězu
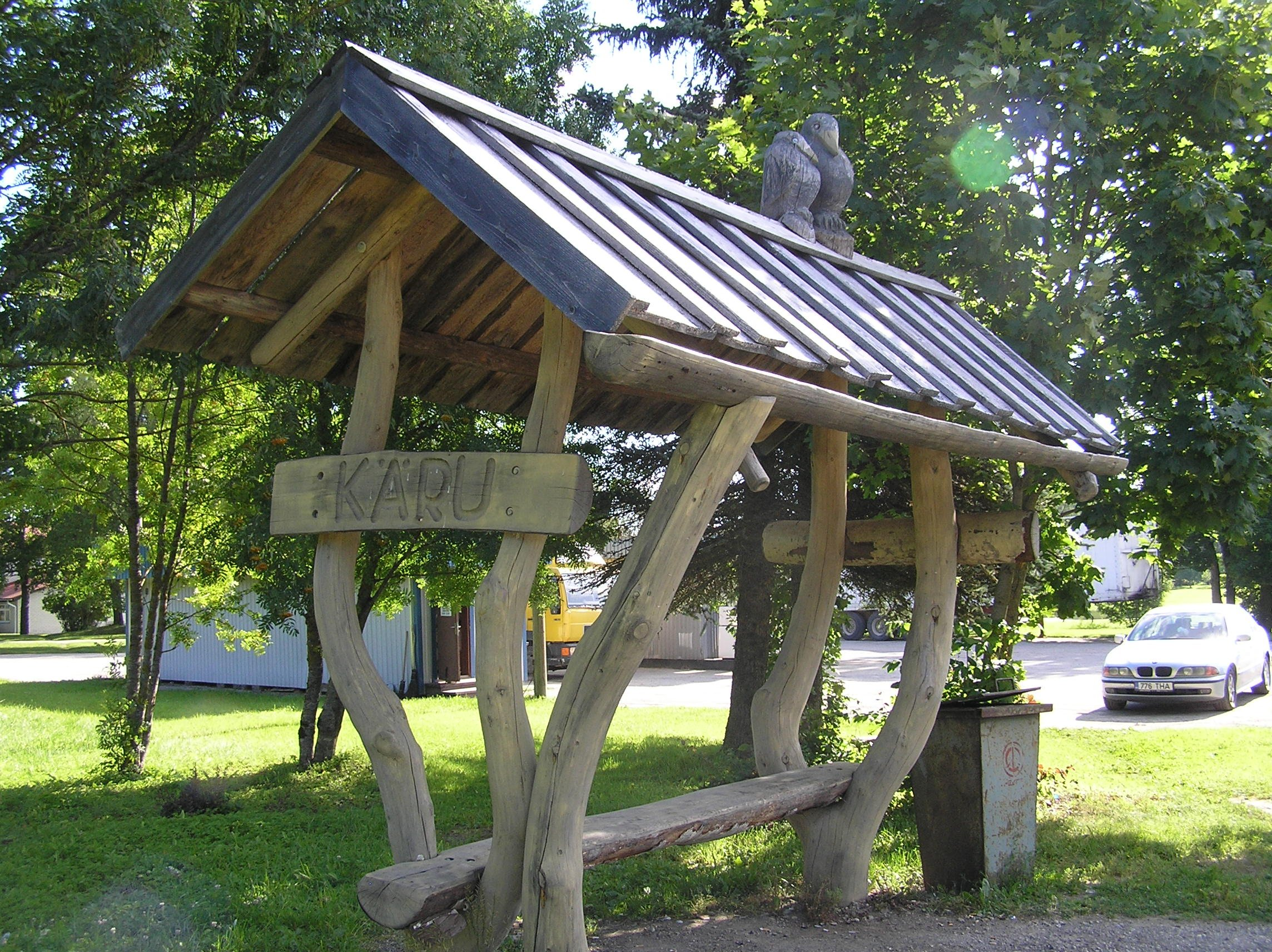
Autobusová zastávka